# Lijst van heren en vrouwen van Deurne (Nederland)
Heren en vrouwen van de heerlijkheid Deurne:
| periode               | naam heer of vrouwe                       |
| --------------------- | ----------------------------------------- |
| vóór 1312 - vóór 1350 | Gevard van Doerne                         |
| vóór 1350 - vóór 1381 | Willem van Doerne                         |
| vóór 1381 - ca 1428   | Gevard van Doerne                         |
| ca 1428-1456          | Jan van Doerne                            |
| 1456-1470             | Ywan de Mol                               |
| 1471-1499             | Josina de Mol                             |
| 1499                  | Rutger van Boetzelaer                     |
| 1499-1508             | Henrick Taije                             |
| 1508-1519             | Jan Taije                                 |
| 1519-1526             | Everard van Doerne                        |
| 1527-1545             | Hendrick van Doerne                       |
| 1545-1606             | Jan van Doerne                            |
| 1606-1619             | Wolfaart Evert van Wittenhorst            |
| 1619-1645             | Margreta van Wittenhorst                  |
| 1645-1649             | Johan François Godefrois Huijn van Geleen |
| 1649-1651             | Willem de Lamargelle                      |
| 1653-1699             | Rogier van Leefdael                       |
| 1699-1714             | Johan van Leefdael                        |
| 1714-1728             | Gerardus Sulyard                          |
| 1728-1759             | Balthasar Coijmans                        |
| 1760-1772             | Theodorus de Smeth                        |
| 1772-1801             | Agatha Alewijn                            |
| 1801-1859             | Theodorus baron de Smeth                  |
| 1859-1870             | Henri baron de Smeth                      |
| 1870-1924             | Theodore baron de Smeth                   |
| 1924-1929             | Henriëtte Marie Rudolphine Fagel          |
| 1929-1949             | Theodore baron de Smeth van Deurne        |

Tot 1678 was men heer van de ongedeelde heerlijkheid Deurne, waartoe ook Liessel behoorde. Op 22 april 1678 werd Liessel tot afzonderlijke grondheerlijkheid verheven, waardoor bepaalde rechten tot afzonderlijk leen werden gemaakt. In de praktijk maakte dit geen verschil, omdat beide heerlijkheden ná 1678 in één hand verenigd bleven.

Met de verwoesting van het Groot Kasteel in 1944 kwam feitelijk een einde aan de status van kasteelheer van Deurne. In 1949 verkocht de laatste heer zijn onroerende bezittingen, waaronder de ruïne van het kasteel, aan de gemeente Deurne. Dit wordt algemeen beschouwd als de officieuze afschaffing van de titel heer van Deurne.